# Cratere Bridgit
Bridgit  è un cratere sulla superficie di Venere.